# Бодзентин
Бодзентин (на полски: Bodzentyn) е град в Келецки окръг на Швентокшиското войводство с около 2200 жители. Той е седалище на едноименната градска и селска община с около 12 000 жители, разположен е на ръба на Швентокшиската планина и е административен център на Швентокшиския национален парк.

## История
Градът е основан през 1355 г. от краковския епископ Ян Бодзанта. През 1413 г. получава градски права. От 16 до 18 век е занаятчийски и търговски център. С Третата подялба на Полша през 1793 г. Бодзентин попада в Австрия, след Виенския конгрес през 1815 г. става руски като част от Конгресна Полша. През 19 век градските права са загубени отново през 1870 г. Седем години по-рано наблизо се е състояла битка между руснаци и поляци по време на Януарското въстание. През 1939 г. Вермахтът нахлува и създава еврейско гето за около 1000 еврейски жители на града и много други от околностите. През септември 1942 г. оцелелите, включително Давид Рубинович, са отведени в концентрационния лагер Треблинка и обгазени. През 1995 г. правата на града са подновени. Днес Бодзентин е известен като отправна точка за екскурзии до националния парк и заради конския пазар, който не е безспорен поради съображения за хуманно отношение към животните. Конският пазар, а също и пазарът за едър рогат добитък вече са затворени поради понякога непоносимите условия.

## Забележителности
- Руини на маниеристично-бароков дворец от 17 век на краковските епископи
- Готическа енорийска църква „Успение на Пресвета Богородица и Свети Станислав“ от 1452 г. В ня се съхранява единствената оцеляла картина на краковския художник Марчин Чарни „Успение Богородично“ от 1508 г.
- Руините на църквата „Св. Дух“ от 15 век
- Музей с етнографски колекции
- Къщи от 18 и 19 век
- Военно гробище от Първата световна война
- Еврейско гробище
- Център за народно творчество (тъкачество)

- Църква „Успение на Пресвета Богородица и Свети Станислав“
- Църква „Св. Дух“
- Еврейско гробище
- Историческа ферма на семейство Черникивич от 1809 г.
- Руини от двореца

|  | Тази страница частично или изцяло представлява превод на страницата Bodzentyn в Уикипедия на немски. Оригиналният текст, както и този превод, са защитени от Лиценза „Криейтив Комънс – Признание – Споделяне на споделеното“, а за съдържание, създадено преди юни 2009 година – от Лиценза за свободна документация на ГНУ. Прегледайте историята на редакциите на оригиналната страница, както и на преводната страница, за да видите списъка на съавторите. ВАЖНО: Този шаблон се отнася единствено до авторските права върху съдържанието на статията. Добавянето му не отменя изискването да се посочват конкретни източници на твърденията, които да бъдат благонадеждни. |